# سازمان همکاری شانگهای
سازمان همکاری شانگهای (انگلیسی: Shanghai Cooperation Organization) (در ابتدا شانگهای ۵) سازمان اوراسیایی میان‌دولتی است که برای همکاری‌های چندجانبهٔ امنیتی، اقتصادی و سیاسی تشکیل شده است. این سازمان در سال ۱۹۹۶ توسط رهبران چین، روسیه، قزاقستان، قرقیزستان و تاجیکستان با هدف برقرار کردن موازنه در برابر نفوذ آمریکا و ناتو در منطقه، پایه‌گذاری شد. اندکی بعد، ازبکستان هم به این سازمان پیوست و این سازمان رسماً به «سازمان همکاری شانگهای» تغییر نام داد.
علاوه بر اعضای اصلی، ابتدا مغولستان در سال ۲۰۰۴ و یک سال بعد ایران، پاکستان، هند و افغانستان در سال ۲۰۰۵ و پس از آن بلاروس به عنوان عضو ناظر به سازمان ملحق شدند.
در تاریخ ۱۰ ژوئن ۲۰۱۵ این سازمان با عضویت هندوستان و پاکستان موافقت نمود. این کشورها دو سال بعد همه شرایط را برای عضویت کامل در این سازمان اجرا کردند و عضویتشان در سازمان همکاری شانگهای در اجلاس سران کشورهای عضو این سازمان در ۹ ژوئن ۲۰۱۷ که در آستانه، پایتخت قزاقستان برگزار شد، به تصویب رسید. پس از برجام و تصویب قطعنامه ۲۲۳۱ سازمان ملل، محدودیت قانونی ایران (به دلیل تحریمهای فصل هفتمی سازمان ملل) برای عضویت در این سازمان برداشته شد. در تاریخ ۱۷ سپتامبر ۲۰۲۱ با سفر سید ابراهیم رئیسی رئیس‌جمهور وقت ایران به دوشنبه پایتخت تاجیکستان و شرکت در اجلاس سران، این سازمان با عضویت ایران موافقت نمود که لایحه الحاق دولت جمهوری اسلامی ایران در این سازمان در تاریخ ۶ آذر ۱۴۰۱ به تصویب مجلس شورای اسلامی رسید و در کمتر از دو سال و همزمان با برگزاری اجلاس مجازی سران کشورهای عضو این سازمان در ۴ ژوئیه ۲۰۲۳ در هند عضویت رسمی جمهوری اسلامی ایران در این سازمان تصویب و اعلام شد.
نقش این سازمان از زمان تأسیس آن تاکنون در منطقه افزایش یافته است. این سازمان، برخلاف سازمان پیمان آتلانتیک شمالی (پیمان ناتو) و پیمان ورشو سابق، هنوز یک معاهدهٔ دفاعی چندجانبه به‌شمار نمی‌رود.

## نام‌های رسمی
چینی و روسی زبان‌های رسمی سازمان همکاری شانگهای هستند.
نام رسمی سازمان به زبان‌های زیر عبارت‌اند از:

### چینی
- چینی (الفبای ساده): 上海合作组织
- گفتار: شانگهای هِتزو تسوچژی

### روسی
- روسی: Шанхайская организация сотрудничества - ШОС
- گفتار: شانگهایسکایا اُرگانیزاتسیا سُترودنیچِستوا

## عضوها
| کشور      | آغاز پیوستن     | عضویت از سال |
| --------- | --------------- | ------------ |
| چین       | -               | ۱۵ ژوئن ۲۰۰۱ |
| قزاقستان  | -               | ۱۵ ژوئن ۲۰۰۱ |
| قرقیزستان | -               | ۱۵ ژوئن ۲۰۰۱ |
| روسیه     | -               | ۱۵ ژوئن ۲۰۰۱ |
| تاجیکستان | -               | ۱۵ ژوئن ۲۰۰۱ |
| ازبکستان  | -               | ۱۵ ژوئن ۲۰۰۱ |
| هند       | ۱۰ ژوئن ۲۰۱۵    | ۹ ژوئن ۲۰۱۷  |
| پاکستان   | ۱۰ ژوئن ۲۰۱۵    | ۹ ژوئن ۲۰۱۷  |
| ایران     | ۱۷ سپتامبر ۲۰۲۱ | ۴ ژوئیه ۲۰۲۳ |
| بلاروس    | ۱۶ سپتامبر ۲۰۲۲ | ۴ ژوئیه ۲۰۲۴ |

### ناظران
- افغانستان
- مغولستان

### شرکای بحث و گفتگو
- ارمنستان
- جمهوری آذربایجان
- کامبوج
- نپال
- ترکیه
- سری‌لانکا
- عربستان سعودی
- قطر
- مصر
- کویت
- مالدیو
- میانمار
- امارات متحده عربی

### میهمانان
تعدادی از نهادهای بین‌الملل و کشورها دعوت می‌شوند.
- انجمن ملل آسیای جنوب شرقی
- کشورهای مستقل مشترک‌المنافع
- ترکمنستان
- سازمان ملل متحد↓تاسیسچینقزاقستانقرقیزستانروسیهتاجسکتانازبکستانهندپاکستانایرانمغولستانافغانستانبلاروسسریلانکاترکیهکامبوجآذربایجاننپالارمنستان|۱۹۹۴|۱۹۹۵|۱۹۹۶|۱۹۹۷|۱۹۹۸|۱۹۹۹|۲۰۰۰|۲۰۰۱|۲۰۰۲|۲۰۰۳|۲۰۰۴|۲۰۰۵|۲۰۰۶|۲۰۰۷|۲۰۰۸|۲۰۰۹|۲۰۱۰|۲۰۱۱|۲۰۱۲|۲۰۱۳|۲۰۱۴|۲۰۱۵|۲۰۱۶|۲۰۱۷|۲۰۱۸|۲۰۱۹|۲۰۲۰|۲۰۲۱|۲۰۲۲      عضو       ناظر       شریک گفتگو

## ساختار سازمانی
| دوره        | نام                 |
| ----------- | ------------------- |
| دبیر اجرائی |                     |
| ۲۰۰۴–۲۰۰۶   | Zhang Deguang       |
| دبیرکل      |                     |
| ۲۰۰۷–۲۰۰۹   | بولات نورگلیف       |
| ۲۰۱۰–۲۰۱۲   | موراتبک ایمانعلی اف |
| ۲۰۱۳–۲۰۱۵   | دیمیتری مزنتسف      |
| ۲۰۱۶–۲۰۱۸   | رشید علیم‌اف         |
| ۲۰۱۹–۲۰۲۱   | ولادیمیر نوروف      |
| ۲۰۲۲–تاکنون | ژانگ مینگ           |

### فهرست اجلاس
| تاریخ                | کشور      | محل           |
| -------------------- | --------- | ------------- |
| ۱۴ ژوئن ۲۰۰۱         | چین       | شانگهای       |
| ۷ ژوئن ۲۰۰۲          | روسیه     | سنت پترزبورگ  |
| ۲۹ مه ۲۰۰۳           | روسیه     | مسکو          |
| ۱۷ ژوئن ۲۰۰۴         | ازبکستان  | تاشکند        |
| ۵ ژوئیه ۲۰۰۵         | قزاقستان  | آستانه        |
| ۱۵ ژوئن ۲۰۰۶         | چین       | شانگهای       |
| ۱۶ اوت ۲۰۰۷          | قرقیزستان | بیشکک         |
| ۲۸ اوت ۲۰۰۸          | تاجیکستان | دوشنبه        |
| ۱۵–۱۶ ژوئن ۲۰۰۹      | روسیه     | یکاترینبورگ   |
| ۱۰–۱۱ ژوئن ۲۰۱۰      | ازبکستان  | تاشکند        |
| ۱۴–۱۵ ژوئن ۲۰۱۱      | قزاقستان  | آستانه        |
| ۶ و ۷ ژوئن ۲۰۱۲      | چین       | پکن           |
| ۱۳ سپتامبر ۲۰۱۳      | قرقیزستان | بیشکک         |
| ۱۱ و ۱۲ سپتامبر ۲۰۱۴ | تاجیکستان | دوشنبه        |
| ۹–۱۰ ژوئیه ۲۰۱۵      | روسیه     | یوفا          |
| ۲۳–۲۴ ژوئن ۲۰۱۶      | ازبکستان  | تاشکند        |
| ۸ و ۹ ژوئن ۲۰۱۷      | قزاقستان  | آستانه        |
| ۹ و ۱۰ ژوئن ۲۰۱۸     | چین       | چینگ‌دائو      |
| ۱۴–۱۵ ژوئن ۲۰۱۹      | قرقیزستان | بیشکک         |
| ۱۰ نوامبر ۲۰۲۰       | روسیه     | ویدئو کنفرانس |
| ۱۶–۱۷ سپتامبر ۲۰۲۱   | تاجیکستان | دوشنبه        |
| ۱۵–۱۶ سپتامبر ۲۰۲۲   | ازبکستان  | سمرقند        |

| تاریخ             | کشور      | محل           |
| ----------------- | --------- | ------------- |
| ۱۴ سپتامبر ۲۰۰۱   | قزاقستان  | آلماتی        |
| —                 | —         | —             |
| ۲۳ سپتامبر ۲۰۰۳   | چین       | پکن           |
| ۲۳ سپتامبر ۲۰۰۴   | قرقیزستان | بیشکک         |
| ۲۶ اکتبر ۲۰۰۵     | روسیه     | مسکو          |
| ۱۵ سپتامبر ۲۰۰۶   | تاجیکستان | دوشنبه        |
| ۲ نوامبر ۲۰۰۷     | ازبکستان  | تاشکند        |
| ۳۰ اکتبر ۲۰۰۸     | قزاقستان  | آستانه        |
| ۱۴ اکتبر ۲۰۰۹     | چین       | پکن           |
| ۲۵ نوامبر ۲۰۱۰    | تاجیکستان | دوشنبه        |
| ۷ نوامبر ۲۰۱۱     | روسیه     | سنت پترزبورگ  |
| ۵ دسامبر ۲۰۱۲     | قرقیزستان | بیشکک         |
| ۲۹ نوامبر ۲۰۱۳    | ازبکستان  | تاشکند        |
| ۱۴–۱۵ دسامبر ۲۰۱۴ | قزاقستان  | آستانه        |
| ۱۴–۱۵ دسامبر ۲۰۱۵ | چین       | ژنگژو         |
| ۲–۳ نوامبر ۲۰۱۶   | قرقیزستان | بیشکک         |
| ۳۰ نوامبر ۲۰۱۷    | روسیه     | سوچی          |
| ۱۱–۱۲ اکتبر ۲۰۱۸  | تاجیکستان | دوشنبه        |
| ۱–۲ نوامبر ۲۰۱۹   | ازبکستان  | تاشکند        |
| ۳۰ نوامبر ۲۰۲۰    | هند       | ویدئو کنفرانس |
| ۲۵ نوامبر ۲۰۲۱    | قزاقستان  | ویدئو کنفرانس |
| اعلام نشده        | چین       | اعلام نشده    |

## رهبران کشورهای عضو

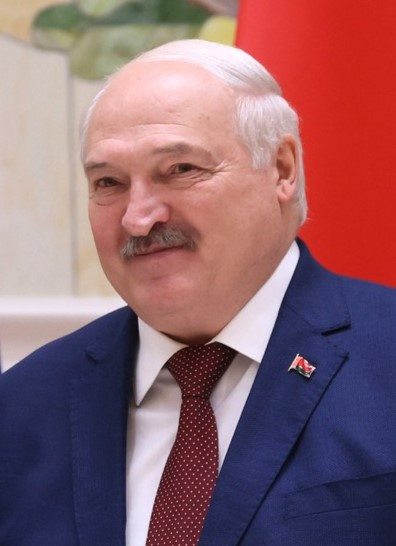
بلاروس الکساندر لوکاشنکو رئیس‌جمهور بلاروس
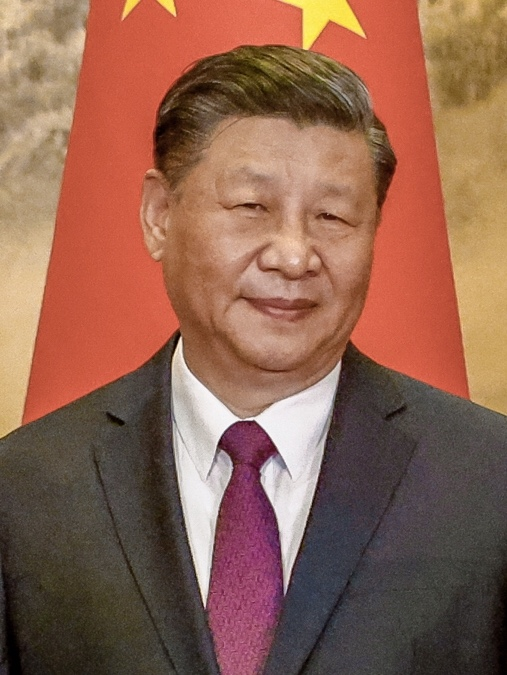
چین شی جین پینگ رئیس‌جمهور چین
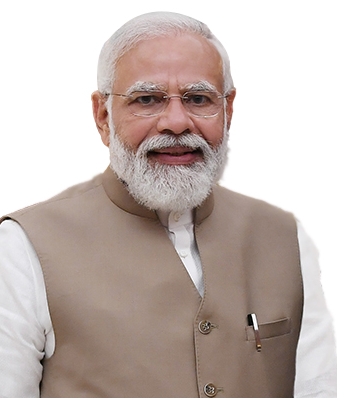
هند نارندرا مودی نخست‌وزیر هند
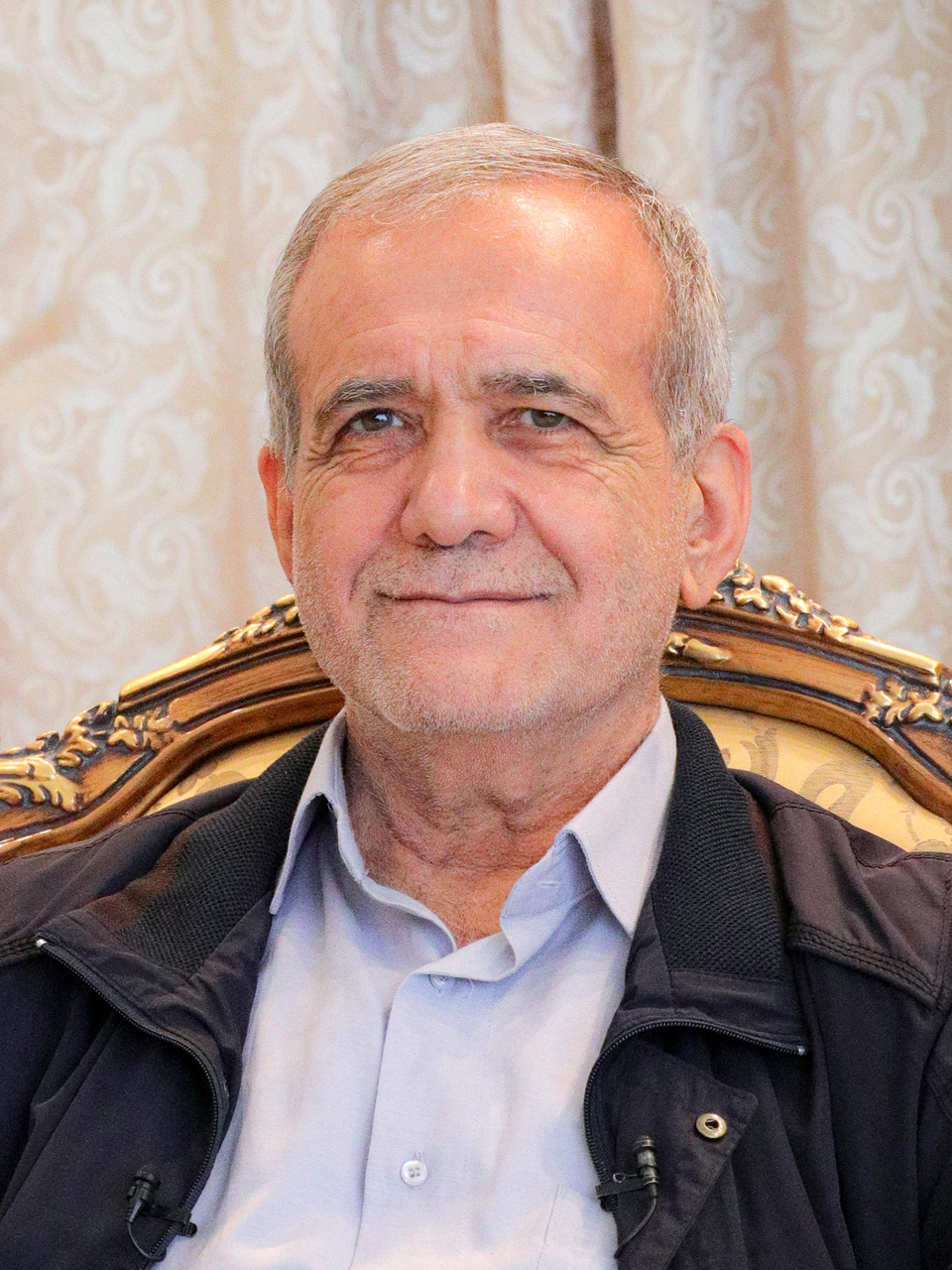
ایران مسعود پزشکیان رئیس‌جمهور ایران
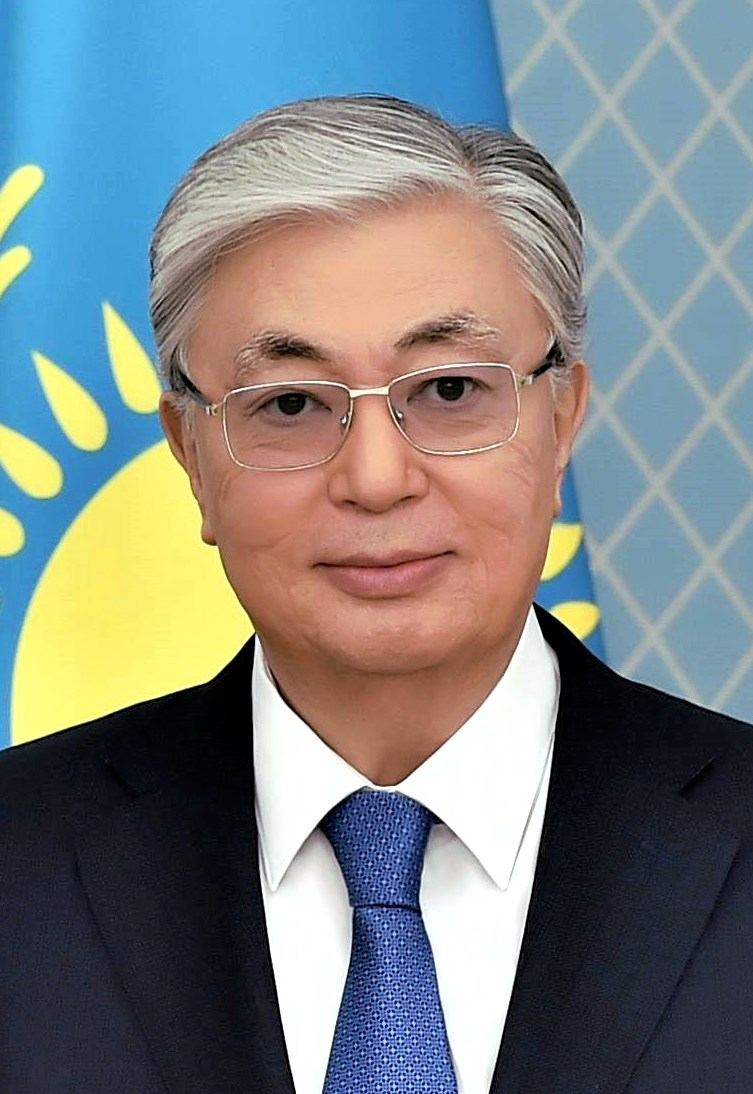
قزاقستان قاسم جومارت توقایف رئیس‌جمهور قزاقستان
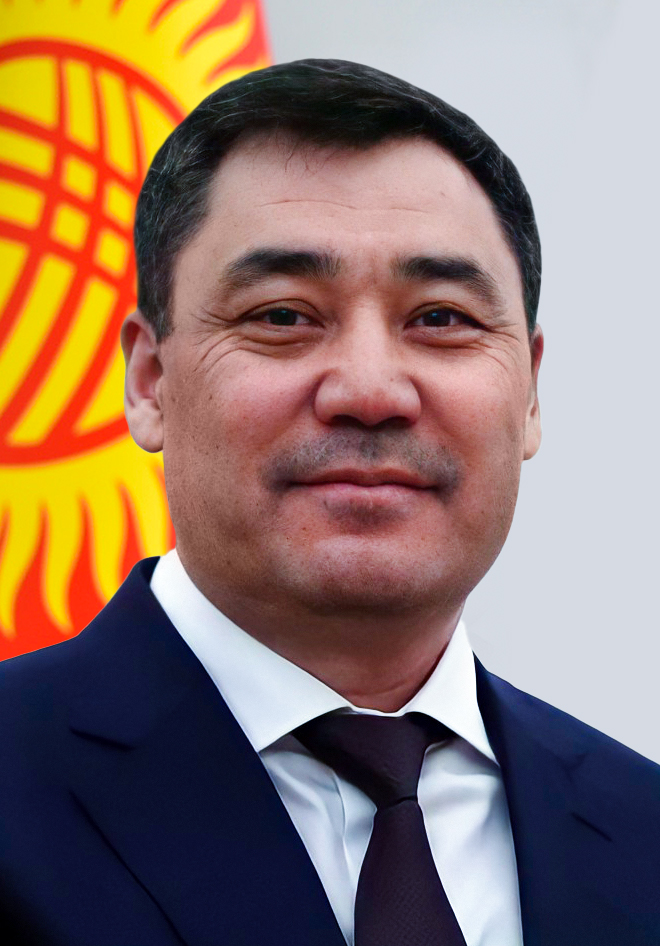
قرقیزستان صدر جباروف رئیس‌جمهور قرقیزستان
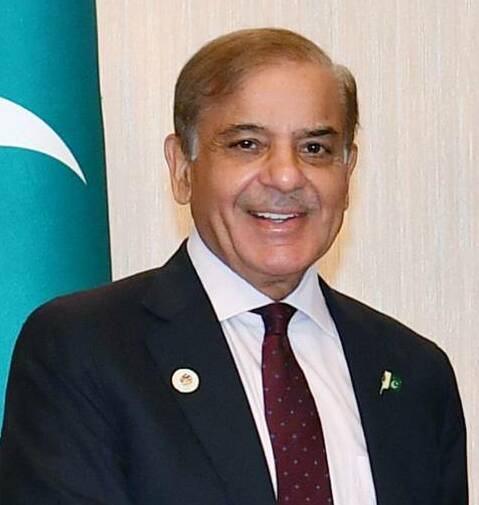
پاکستان شهباز شریف نخست‌وزیر پاکستان
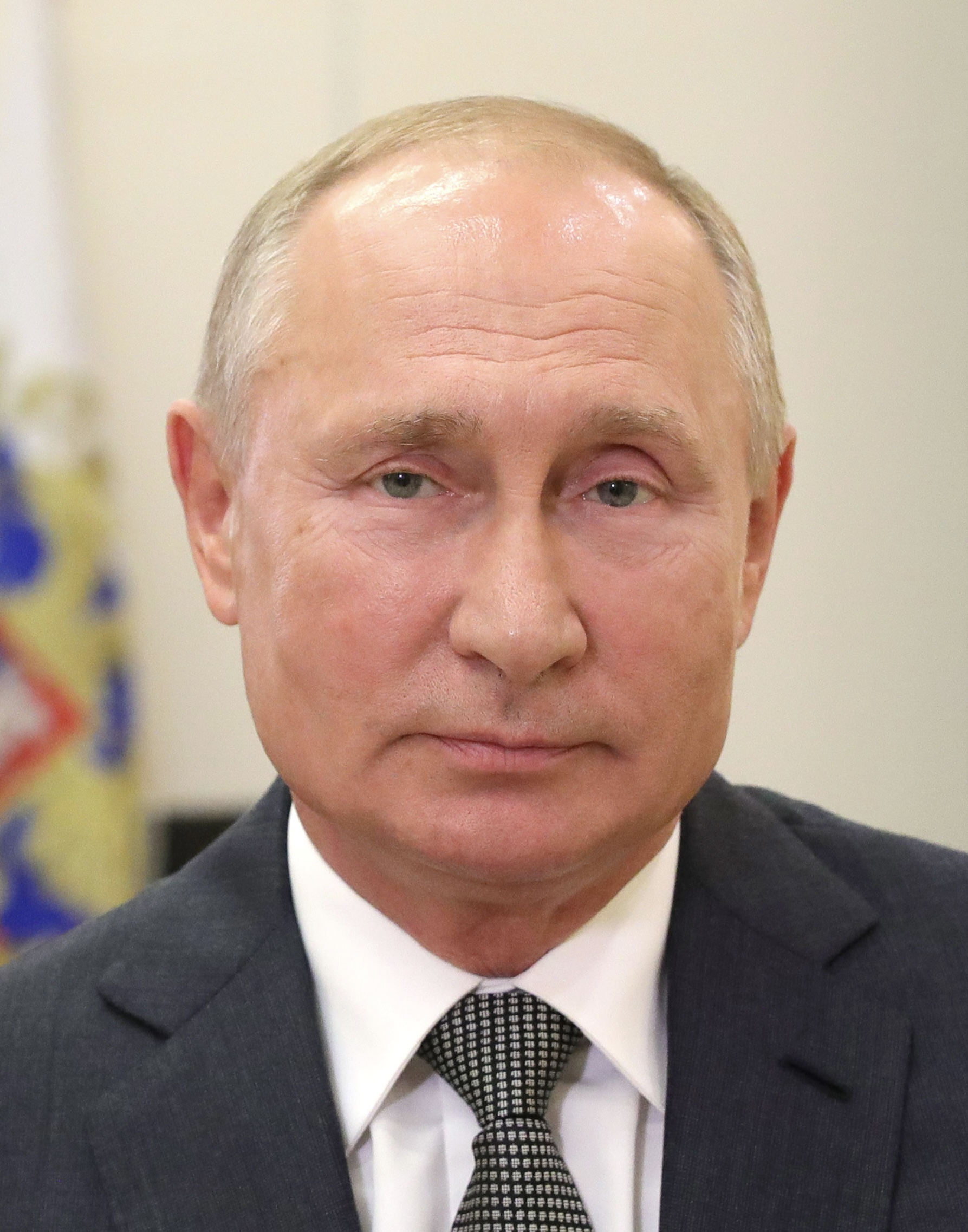
روسیه ولادیمیر پوتین رئیس‌جمهور روسیه
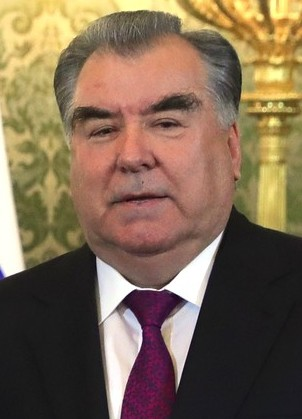
تاجیکستان امامعلی رحمان رئیس‌جمهور تاجیکستان
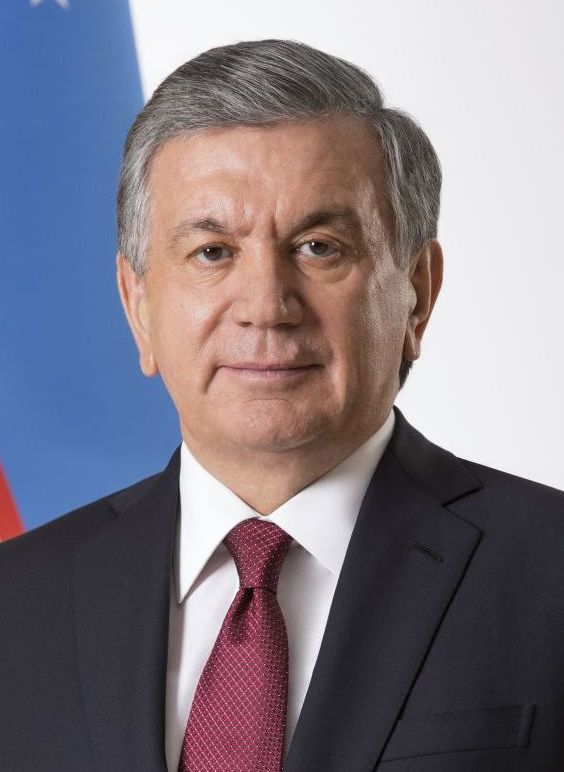
ازبکستان
شوکت میرضیایف
رئیس‌جمهور ازبکستان

## پیشینه
سازمان همکاری شانگهای از دل رقابت قدرت‌های بزرگ بر سر منطقه ژئوپلیتیک آسیای میانه ظهور کرد. هدف اولیه تأسیس این سازمان، غیرنظامی‌سازی مرز بین چین و شوروی بود.
گروه «شانگهای ۵» در ۶ اردیبهشت ۱۳۷۵ (برابر ۲۶ آوریل سال ۱۹۹۶) با امضای توافقنامه‌ای به منظور «تعمیق اعتماد نظامی در مناطق مرزی» توسط رهبران وقت کشورهای قزاقستان، جمهوری خلق چین، قرقیزستان، روسیه و تاجیکستان به وجود آمد. این کشورها مجدداً در تاریخ ۲۴ آوریل سال ۱۹۹۷ توافقنامه‌ای به منظور «کاهش نیروهای نظامی در مناطق مرزی» در مسکو به امضا رساندند.
نشست‌های کشورهای عضو شانگهای ۵ در سال ۱۹۹۸ در شهر آلماتی (قزاقستان)، در سال ۱۹۹۹ در بیشکک (قرقیزستان)، و در سال ۲۰۰۰ در شهر دوشنبه (تاجیکستان) برگزار شد.
نشست این گروه در سال ۲۰۰۱ در شهر شانگهای در چین برگزار شد. در این نشست، نخست کشور ازبکستان به عنوان عضو جدید پذیرفته شد که عملاً نام گروه را به «شانگهای ۶» تغییر داد. سپس در ۱۵ ژوئن سال ۲۰۰۱، سران کشورهای عضو در نشستی ضمن قدردانی از عملکرد گروه شانگهای ۵، تأسیس «سازمان همکاری شانگهای» را به هدف افزایش سطح همکاری‌ها اعلام کردند.
سران کشورهای عضو در ۱۷ خرداد ۱۳۸۱ (ژوئن ۲۰۰۲) در شهر سن پترزبورگ کشور روسیه گرد آمدند تا جزئیات اساسنامه سازمان را - شامل اهداف، ساختار و راهکارها - به بحث و بررسی بگذارند. پس از این توافقنامه، موجودیت سازمان عملاً از نظر حقوق بین‌المللی رسمیت پیدا کرد.
ایران در سال ۲۰۰۵ به عنوان عضو ناظر به سازمان همکاری شانگهای پیوست و یک سال بعد برای عضویت کامل در این سازمان درخواست داد. این درخواست بحث‌های زیادی را برانگیخت و سرانجام در اجلاسیه ۲۱ام سران در سال ۲۰۲۱، با عضویت کامل ایران موافقت شد.
در تاریخ ۱۰ ژوئیه ۲۰۱۵ این سازمان با عضویت کامل هندوستان و پاکستان موافقت نمود ولی در ژوئیه ۲۰۱۷ با فراهم آوردن شرایط عضویت این دو کشور عمده جنوب آسیا، به سازمان همکاری شانگهای پیوستند.
تاجیکستان در سال ۲۰۲۱ با حضور نماینده طالبان در نشست شانگهای موافقت نکرد.

## فعالیت‌ها

### همکاری در مسایل امنیتی
مسایل امنیتی در آسیای میانه به ویژه تروریسم، تجزیه‌طلبی و افراط‌گرایی عموماً دغدغه اصلی این سازمان محسوب می‌شود.
«ساختار منطقه‌ای ضدتروریسم» سازمان همکاری شانگهای در نشست ژوئن ۲۰۰۴ در شهر تاشکند در ازبکستان تهیه و تصویب شد. این سازمان در سال ۲۰۰۶ اعلام کرد که بر اساس مفاد توافقنامه منطقه‌ای، با قاچاق مواد مخدر در طول مرزهای کشورهای عضو مبارزه خواهد کرد.
گریگوری لگنینف در آوریل ۲۰۰۶ اعلام کرد که پیمان همکاری شانگهای قصد ندارد به سازمانی نظامی (مشابه پیمان ناتو یا پیمان ورشوی سابق) تبدیل شود. اما وی اذعان کرد که برای مقابله با تهدیدهای روزافزون تروریسم، جدایی‌طلبی و افراط‌گرایی ممکن است نیاز به استفاده از نیروهای ارتش کشورهای عضو به وجود آید. در همین راستا کشورهای عضو چندین مانور مشترک نظامی به اجرا گذاشته‌اند. اولین مانور نظامی در سال ۲۰۰۳ طی دو فاز در قزاقستان و چین به اجرا درآمد.
در ماه اوت سال ۲۰۰۵ مانور نظامی بزرگی با شرکت چین و روسیه با نام «مأموریت صلح ۲۰۰۵» به اجرا درآمد. این اولین مانور نظامی مشترک روسیه و چین محسوب می‌شود. در پی موفقیت این مانور، مقامات روسی اظهار علاقه کرده‌اند که کشور هند در مانورهای مشترک بعدی حضور داشته باشد و سازمان همکاری شانگهای نقش نظامی نیز در صحنه بین‌المللی ایفا کند.
در پی توافق وزیران دفاع کشورهای عضو پیمان در آوریل ۲۰۰۶، جدیدترین مانور نظامی کشورهای عضو در سال ۲۰۰۷ با شرکت ۴۰۰۰ سرباز ارتش چین در منطقه چلیابینسک در کشور روسیه در اطراف رشته‌کوه اورال و مرز جغرافیایی آسیا و اروپا برگزار شد.

### همکاری اقتصادی
چهارچوب توافقنامه همکاری اقتصادی کشورهای عضو پیمان، نخستین بار در نشست مورخ ۲۳ سپتامبر ۲۰۰۳ تهیه و به امضا رسید. در این نشست رئیس دولت چین پیشنهاد کرد که برنامه بلندمدتی برای تشکیل منطقه آزاد تجاری در سازمان تهیه شود. وی در این پیشنهاد ضمناً چندین راهکار کوتاه‌مدت برای افزایش سطح بازرگانی در میان کشورهای عضو ارائه داد. یک سال پس از این نظر، در ۲۳ سپتامبر ۲۰۰۴، سندی شامل یکصد برنامه مشخص برای افزایش سطح بازرگانی میان کشورهای عضو به امضا رسید.
در نشست مسکو مورخ ۲۵ اکتبر ۲۰۰۵، دبیرکل سازمان اعلام کرد که پروژه‌های مشترک سازمان در زمینه انرژی دارای اولویت بالا هستند. این پروژه‌ها شامل کشف، استخراج و بهره‌برداری از حوزه‌های نفت و گاز، و استفاده مشترک اعضا از منابع آب شیرین می‌باشند.
دستاورد مهم دیگر این نشست توافق برای تشکیل شورای مشترک بانکی بین کشورهای عضو سازمان بود. هدف از تشکیل این شورای مشترک بانکی تسهیل در فراهم نمودن سرمایه مورد نیاز برای اجرای پروژه‌های مشترک سازمان عنوان شده است. در پی این توافق، نخستین گردهمایی شورای مشترک بانکی سازمان همکاری شانگهای در ۳۰ نوامبر ۲۰۰۶ در پکن پایتخت چین برگزار شد.
متعاقب آن، کنفرانس بین‌المللی «سازمان همکاری شانگهای: دستاوردها و دیدگاه‌ها» (SCO: Results and Perspectives) در شهر آلماتی پایتخت قزاقستان برگزار شد. در این کنفرانس، نماینده وزارت خارجه روسیه اعلام کرد که روسیه فکر بنیان‌گذاردن تشکیلاتی بین‌المللی با نام «باشگاه انرژی» را در سر می‌پروراند. دولت روسیه مجدداً در نشست سازمان در نوامبر ۲۰۰۷ در مسکو بر عزم خود برای تشکیل این باشگاه انرژی تأکید نهاد.

### همکاری‌های فرهنگی
همکاری‌های فرهنگی و هنری بخشی از چارچوب فعالیت سازمان همکاری شانگهای است. وزیران فرهنگ کشورهای عضو سازمان برای نخستین بار در ۱۲ آوریل ۲۰۰۲ سند همکاری مشترک فرهنگی را در نشست پکن امضا کردند.
برای سرعت بخشیدن به همکاری‌های مشترک فرهنگی، اعضای سازمان در سال ۲۰۰۵ فستیوال و نمایشگاه مشترکی در شهر آستانه در کشور قزاقستان برگزار کردند.

## تحلیل

### از جنبه ژئوپولیتیک چندقطبی
کشورهای عضو و ناظر سازمان همکاری شانگهای؛ روی هم بیشترین تولیدکننده و مصرف‌کننده انرژی در جهان می‌باشند. در میان این کشورها چهار قدرت اتمی چین، روسیه، هند و پاکستان وجود دارد که از میان آنها روسیه و چین اعضای دائمی شورای امنیت نیز هستند. مساحت کشورهای عضو این سازمان روی هم ۳۶۸۸۹۶۰۷ کیلومتر مربع یا در حدود یک چهارم سطح خشکی‌های زمین است. همچنین نه کشور عضو در حدود ۳ میلیارد و ۳۶۳ میلیون نفر جمعیت دارند که در حدود ۴۳ درصد جمعیت جهان را شامل می‌شود.
اساس‌نامه سازمان همکاری شانگهای بر شفافیت عملکرد و بی‌طرفی نظامی آن تأکید می‌کند. علی‌رغم این موضوع، شکی نیست که سازمان همکاری شانگهای نقش موازنه دهنده‌ای در صحنه بین‌المللی خصوصاً در مقابل پیمان ناتو ایفا نماید. برای مثال، ایالات متحده آمریکا درخواستی جهت عضویت به عنوان عضو ناظر به سازمان همکاری شانگهای ارائه کرده بود، اما این درخواست در سال ۲۰۰۵ از طرف سازمان رد شد.
سازمان همکاری شانگهای از آمریکا خواسته است که پایگاه‌ها و نیروهای نظامی خود را از خاک تمام کشورهای عضو خارج سازد. پس از این درخواست، دولت ازبکستان رسماً از آمریکا درخواست کرد که برنامه خروج نیروهای آمریکایی و تعطیلی پایگاه هوایی نظامی کی۲ از این کشور را سریعاً تهیه و اعلان کند.

### چالش‌های عضویت ایران
به هنگام ارسال درخواست دولت دهم جمهوری اسلامی ایران برای عضویت کامل در سازمان همکاری‌های شانگهای به دلیل تحریمهای فصل هفتمی سازمان ملل این درخواست عملی نشد. چرا که به ابتکار روسیه قانونی مصوب شده بود که کشوری که تحت تحریمهای شورای امنیت است امکان عضویت کامل را نداشته باشد. پس از برجام و تصویب قطعنامه ۲۲۳۱ سازمان ملل این محدودیت برای ایران برداشته شد.
پس از پایان تحریم‌های شورای امنیت از طریق قطعنامه ۲۲۳۱، چالش دیگری برای عضویت ایران در پیمان شانگهای وجود داشت، و‌ آن مخالفت کشور تاجیکستان بود. پس از دیدار سیاستمداران ایرانی با امام‌علی رحمان در زمستان ۱۳۹۹ راه‌حلی برای رفع نگرانی‌های تاجیکستان بدست آمد. در اردیبهشت سال ۱۴۰۰ مساله پیوستن ایران به پیمان شانگهای در نشست وزرای امور خارجه در دوشنبه نهایی شد و پیش از انتخابات ریاست جمهوری همان سال به وزارت امور خارجه اعلام گردید.
در تاریخ ۱۷ سپتامبر ۲۰۲۱ با سفر سید ابراهیم رئیسی رئیس‌جمهور ایران به دوشنبه پایتخت تاجیکستان و شرکت در اجلاس سران، این سازمان با عضویت ایران موافقت نمود. لایحه الحاق دولت جمهوری اسلامی ایران در این سازمان در تاریخ ۶ آذر ۱۴۰۱ به تصویب مجلس شورای اسلامی رسید.  همزمان با برگزاری اجلاس مجازی سران کشورهای عضو این سازمان در ۴ ژوئیه ۲۰۲۳ در هند عضویت رسمی جمهوری اسلامی ایران در این سازمان تصویب و اعلام شد.